# Milada Skrbková
Milada Skrbková (* 30. Mai 1897 in Prag; † 2. Oktober 1935 ebenda) war eine tschechoslowakische Tennisspielerin.

## Karriere
Sie nahm 1920 an den Olympischen Spielen in Antwerpen an der Seite von Ladislav Žemla in der gemischten Konkurrenz teil. Im Halbfinale unterlagen sie Kathleen McKane Godfree und Max Woosnam in zwei Sätzen. Das Spiel um Bronze gewannen sie gegen das dänische Doppel Amory Hansen und Erik Tegner mit 8:6 und 6:4.